# 瓦讷河畔维勒莫尔
瓦讷河畔维勒莫尔（法語：Villemaur-sur-Vanne，法語發音：[vilmɔʁ syʁ van]）是法国奥布省的一个旧市镇，位于该省西南部，属于特鲁瓦区。2016年1月1日，瓦讷河畔维勒莫尔和相邻的另外2个市镇合并为新市镇艾克斯-维勒莫尔-帕利斯（Aix-Villemaur-Pâlis）。

## 地理
瓦讷河畔维勒莫尔（48°15'24"N, 3°43'41"E）面积19.65 平方千米，位于法国大東部大區奥布省，该省份为法国中北部省份，北起马恩省，西接塞纳-马恩省，西南至约讷省，东南至科多尔省，东临上马恩省。
与瓦讷河畔维勒莫尔接壤的市镇（或旧市镇、城区）包括：奥特地区艾克斯、梅尼勒圣卢、瓦讷河畔讷维尔、派西科东、帕利斯、普朗蒂、艾克斯-维勒莫尔-帕利斯。
瓦讷河畔维勒莫尔的时区为UTC+01:00、UTC+02:00（夏令时）。

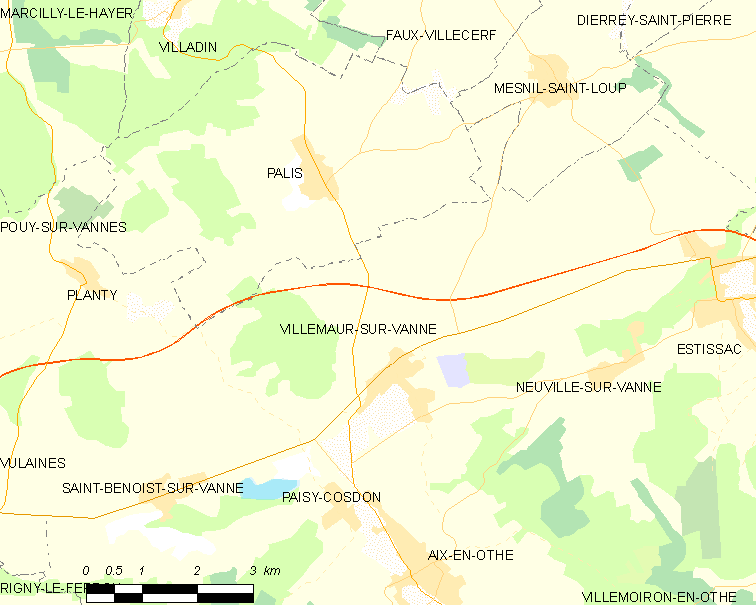
瓦讷河畔维勒莫尔的OSM定位图

## 行政
瓦讷河畔维勒莫尔的邮政编码为10190，INSEE市镇编码为10415。

## 政治
瓦讷河畔维勒莫尔所属的省级选区为艾克斯-维勒莫尔-帕利斯县。

## 人口

1962-2008年间瓦讷河畔维勒莫尔人口变化图示

瓦讷河畔维勒莫尔于2018年1月1日时的人口数量为484人。